# Blood and Honour

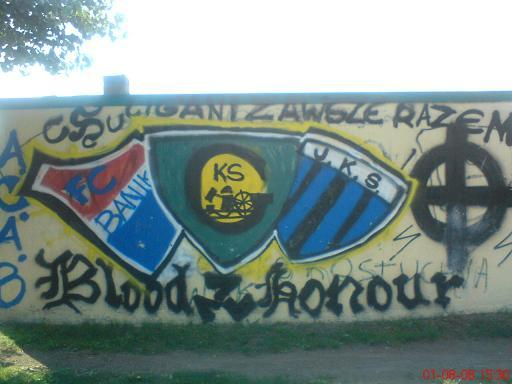
Граффити в Катовице

Blood & Honour (рус. Кровь и Честь) — неонацистская музыкальная промоутерская сеть, основанная в 1987 году.
Сеть организует концерты и распространяет записи музыкальных групп, исполняющих музыку в стиле RAC (Rock Against Communism). Солист группы Skrewdriver Ян Стюарт основал эту сеть и был одним из её лидеров до своей смерти в 1993 году. Сеть Blood & Honour получила своё наименование по лозунгу гитлерюгенда Blut und Ehre (с нем.  Кровь и Честь). Иногда число 28 кодирует наименование Blood & Honour, поскольку вторая и восьмая буквы латинского алфавита — B и H соответственно.
Сеть Blood & Honour поддерживает музыкальные группы, исповедующие неонацистские или националистические взгляды. Существует несколько официальных подразделений в таких странах как Великобритания, Бельгия, Нидерланды, Австралия, США, Словения, Венгрия, Болгария, Румыния, Хорватия, Греция, Польша, Сербия, Литва, Украина, Беларусь. В России с 29 мая 2012 года запрещена.